# Céltiga FC
Céltiga FC is een Spaanse voetbalclub uit A Illa de Arousa die uitkomt in de Tercera División. De club werd in 1950 opgericht en speelt haar thuiswedstrijden in Salvador Otero.